# Donald J. Mitchell

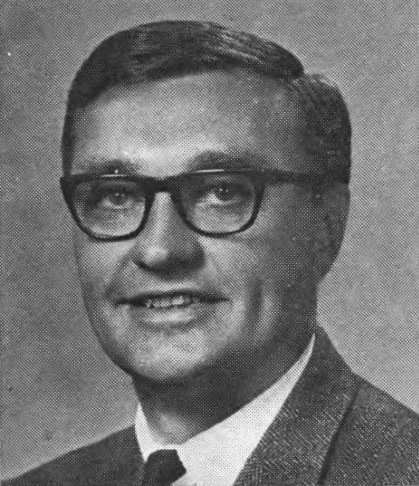
Donald J. Mitchell (1975)

Donald Jerome Mitchell (* 8. Mai 1923 in Ilion, Herkimer County, New York; † 27. September 2003 in Little Falls, New York) war ein US-amerikanischer Politiker. Zwischen 1973 und 1983 vertrat er den Bundesstaat New York im US-Repräsentantenhaus.

## Werdegang
Donald Mitchell besuchte die öffentlichen Schulen seiner Heimat. Während des Zweiten Weltkrieges war er zwischen 1942 und 1946 Kampfpilot in der United States Navy. Nach dem Krieg setzte er seine Ausbildung bis 1947 am Hobart College fort. Daran schloss sich bis 1949 ein Studium an der Columbia University in New York City an. Er beendete seine Ausbildung im Jahr 1950 am University’s Teachers College, ebenfalls in New York City. Während des Koreakrieges war er von 1951 bis 1953 Flugausbilder. Danach arbeitete er als Augenoptiker. Gleichzeitig schlug er als Mitglied der Republikanischen Partei eine politische Laufbahn ein. Zwischen 1954 und 1956 saß er im Gemeinderat der Stadt Herkimer; von 1956 bis 1959 war er dort Bürgermeister. Zwischen 1965 und 1972 gehörte er als Abgeordneter der New York State Assembly an. In seiner Heimat war er Mitglied zahlreicher Wohlfahrtsorganisationen.
Bei den Kongresswahlen des Jahres 1972 wurde Mitchell im 31. Wahlbezirk von New York in das US-Repräsentantenhaus in Washington, D.C. gewählt, wo er am 3. Januar 1973 die Nachfolge von Robert C. McEwen antrat. Nach vier Wiederwahlen konnte er bis zum 3. Januar 1983 fünf Legislaturperioden im Kongress absolvieren. In diese Zeit fielen das Ende des Vietnamkrieges und der Bürgerrechtsbewegung sowie die Watergate-Affäre.
1982 verzichtete Donald Mitchell auf eine weitere Kongresskandidatur. Nach dem Ende seiner Zeit im US-Repräsentantenhaus betätigte er sich wieder als Optiker. Er starb am 27. September 2003 in Little Falls an der Parkinson-Krankheit.